# Wahlkreis Seine-Saint-Denis XI
Der Wahlkreis Seine-Saint-Denis XI  ist seit 1986 einer der zwölf Wahlkreise für die Wahl zur französischen Nationalversammlung im Département Seine-Saint-Denis. Wie die anderen 576 französischen Wahlkreise wird ein Abgeordneter nach dem Zweirundensystem gewählt.

## Die Abgeordneten des Wahlkreises
| Wahl | Abgeordneter      | Partei | Quelle |
| ---- | ----------------- | ------ | ------ |
| 1988 | François Asensi   | PCF    | [ 2 ]  |
| 1993 | François Asensi   | PCF    | [ 3 ]  |
| 1997 | François Asensi   | PCF    | [ 4 ]  |
| 2002 | François Asensi   | PCF    | [ 5 ]  |
| 2007 | François Asensi   | PCF    | [ 6 ]  |
| 2012 | François Asensi   | PCF    | [ 7 ]  |
| 2017 | Clémentine Autain | LFI    | [ 8 ]  |
| 2022 | Clémentine Autain | LFI    | [ 9 ]  |

## Wahlergebnisse (seit 2017)

### Parlamentswahl 2017
| Kandidaten               | Kandidaten               | Parteien                                     | 1. Wahlgang | 1. Wahlgang | 2. Wahlgang | 2. Wahlgang |
| Kandidaten               | Kandidaten               | Parteien                                     | Stimmen     | %           | Stimmen     | %           |
| ------------------------ | ------------------------ | -------------------------------------------- | ----------- | ----------- | ----------- | ----------- |
|                          | Clémentine Autaingewählt | FI – La France insoumise                     | 7.977       | 37,2        | 10.962      | 59,5        |
|                          | Elsa Wanlin              | REM – La République en marche                | 6.062       | 28,3        | 7.456       | 40,5        |
|                          | Marie Mavande            | FN – Front national                          | 3.080       | 14,4        |             |             |
|                          | Christine Perron         | LR – Les Républicains                        | 2.113       | 9,9         |             |             |
|                          | Laurent Chantrelle       | SOC – Parti socialiste                       | 678         | 3,2         |             |             |
|                          | Céline Fréby             | ECO – Europe Écologie Les Verts              | 580         | 2,7         |             |             |
|                          | Kadri Said               | DIV – Union populaire républicaine           | 261         | 1,2         |             |             |
|                          | Isabelle Couffin-Guérin  | EXG – Lutte Ouvrière                         | 196         | 0,9         |             |             |
|                          | Salima Yenbou            | ECO – Mouvement 100 % (AÉI – Sonst.)         | 186         | 0,9         |             |             |
|                          | Daniel Kpodé             | DIV – Unabh.                                 | 157         | 0,7         |             |             |
|                          | Micheline Guillemette    | EXG – Parti ouvrier indépendant démocratique | 150         | 0,7         |             |             |
| Gesamt                   | Gesamt                   | Gesamt                                       | 21.440      | 100         | 18.418      | 100         |
|                          |                          |                                              |             |             |             |             |
| Leere Stimmzettel        | Leere Stimmzettel        | Leere Stimmzettel                            | 364         | 1,7         | 857         | 4,4         |
| Ungültige Stimmzettel    | Ungültige Stimmzettel    | Ungültige Stimmzettel                        | 148         | 0,7         | 418         | 2,1         |
| Wähler                   | Wähler                   | Wähler                                       | 21.952      | 35,0        | 19.693      | 31,4        |
| Wahlberechtigte          | Wahlberechtigte          | Wahlberechtigte                              | 62.665      |             | 62.665      |             |
|                          |                          |                                              |             |             |             |             |
| Quelle: Innenministerium |                          |                                              |             |             |             |             |

### Parlamentswahl 2022
| Kandidaten               | Kandidaten               | Parteien                                                                   | 1. Wahlgang | 1. Wahlgang | 2. Wahlgang | 2. Wahlgang |
| Kandidaten               | Kandidaten               | Parteien                                                                   | Stimmen     | %           | Stimmen     | %           |
| ------------------------ | ------------------------ | -------------------------------------------------------------------------- | ----------- | ----------- | ----------- | ----------- |
|                          | Clémentine Autaingewählt | NUP – Nouvelle union populaire écologique et sociale (La France insoumise) | 9.400       | 46,2        | 11.296      | 100,0       |
|                          | Virginie de Carvalho     | DVG – Unabh. (PCF Dissident)                                               | 3.091       | 15,2        |             |             |
|                          | Renée Joly               | RN – Rassemblement National                                                | 2.672       | 13,1        |             |             |
|                          | Hakima Ouaret            | ENS – Ensemble ! (La République en marche)                                 | 2.181       | 10,7        |             |             |
|                          | Fabrice Scagni           | DVC – Unabh.                                                               | 776         | 3,8         |             |             |
|                          | Guillemette Dusausoy     | REC – Reconquête                                                           | 549         | 2,7         |             |             |
|                          | Ton Tona Khul            | DVD – Unabh.                                                               | 425         | 2,1         |             |             |
|                          | Jean-Pierre Leverrier    | ECO – Parti animaliste                                                     | 304         | 1,5         |             |             |
|                          | Emmanuel Naud            | LR – Les Républicains                                                      | 269         | 1,3         |             |             |
|                          | Lynda Aït Mesghat        | UDI – Union des démocrates et indépendants                                 | 236         | 1,2         |             |             |
|                          | François Meretrel        | DIV – Union des démocrates musulmans français                              | 193         | 0,9         |             |             |
|                          | Isabelle Couffin-Guérin  | DXG – Lutte Ouvrière                                                       | 163         | 0,8         |             |             |
|                          | Micheline Guillemette    | DXG – Parti ouvrier indépendant démocratique                               | 109         | 0,5         |             |             |
| Gesamt                   | Gesamt                   | Gesamt                                                                     | 20.368      | 100         | 11.296      | 100         |
|                          |                          |                                                                            |             |             |             |             |
| Leere Stimmzettel        | Leere Stimmzettel        | Leere Stimmzettel                                                          | 362         | 1,7         | 2.691       | 18,5        |
| Ungültige Stimmzettel    | Ungültige Stimmzettel    | Ungültige Stimmzettel                                                      | 153         | 0,7         | 540         | 3,7         |
| Wähler                   | Wähler                   | Wähler                                                                     | 20.883      | 32,9        | 14.527      | 22,9        |
| Wahlberechtigte          | Wahlberechtigte          | Wahlberechtigte                                                            | 63.403      |             | 63.427      |             |
|                          |                          |                                                                            |             |             |             |             |
| Quelle: Innenministerium |                          |                                                                            |             |             |             |             |

### Parlamentswahl 2024
| Kandidaten               | Kandidaten               | Parteien                                            | Stimmen | %    |
| ------------------------ | ------------------------ | --------------------------------------------------- | ------- | ---- |
|                          | Clémentine Autaingewählt | UG – Nouveau Front populaire (Gauche écosocialiste) | 22.209  | 62,6 |
|                          | Renée Joly               | RN – Rassemblement National                         | 6.694   | 18,9 |
|                          | Faysa Basini             | ENS – Ensemble pour la République (Horizons)        | 3.702   | 10,4 |
|                          | Max Maran                | LR – Les Républicains                               | 1.658   | 4,7  |
|                          | Kahina Näit-Kaci         | DVD – Union des démocrates et indépendants          | 801     | 2,3  |
|                          | Charlotte Séchet         | EXG – Lutte Ouvrière                                | 388     | 1,1  |
|                          | Lucien Belzane           | EXG – Unabh.                                        | 0       | 0,0  |
| Gesamt                   | Gesamt                   | Gesamt                                              | 35.452  | 100  |
|                          |                          |                                                     |         |      |
| Leere Stimmzettel        | Leere Stimmzettel        | Leere Stimmzettel                                   | 570     | 1,6  |
| Ungültige Stimmzettel    | Ungültige Stimmzettel    | Ungültige Stimmzettel                               | 306     | 0,8  |
| Wähler                   | Wähler                   | Wähler                                              | 36.328  | 56,2 |
| Wahlberechtigte          | Wahlberechtigte          | Wahlberechtigte                                     | 64.617  |      |
|                          |                          |                                                     |         |      |
| Quelle: Innenministerium |                          |                                                     |         |      |